# نادي الهلال السعودي موسم 1986–87
موسم نادي الهلال السعودي لكرة القدم 1986-87  يعتبر الموسم التاسع والعشرين في مسيرة نادي الهلال السعودي منذ تأسيسه 1957، والموسم الحادي عشر له في الدوري السعودي الممتاز لكرة القدم، شارك الهلال لأول مرة في بطولة الأندية الخليجية لعام 1988 واستضاف البطولة التي أقيمت بنظام التجميع واستطاع أن يحقق فيها بطولة الاندية الخليجية كأول بطولة خارجية في تاريخه ونال الكأس بعد فوزه على العربي الكويتي, حقق المدرب البرازيلي روبينس مانيلي بطولة كأس الاتحاد العربي السعودي لكرة القدم من أمام فريق الاتفاق.

## تشكيلة الفريق
ملاحظة: تشير الأعلام إلى المنتخب بحسب قواعد الأهلية المعتمدة من قبل الفيفا؛ تنطبق بعض الاستثناءات المحدودة. وقد يحمل اللاعبون أكثر من جنسية لا تعترف بها الفيفا.
| الرقم | البلد    | المركز | اللاعب            |
| ----- | -------- | ------ | ----------------- |
| 1     | السعودية | حارس   | خالد الدايل       |
| 5     | السعودية | مدافع  | صالح النعيمة      |
| 3     | السعودية | مدافع  | حسين البيشي       |
| 2     | السعودية | مدافع  | عبدالرحمن التخيفي |
| 4     | السعودية | مدافع  | حسين الحبشي       |
| 6     | السعودية | وسط    | فهد المصيبيح      |
| 10    | السعودية | وسط    | عبادي الهذلول     |
| 8     | السعودية | وسط    | عبدالرحمن اليوسف  |
| 7     | السعودية | وسط    | يوسف جازع         |
| 15    | السعودية | وسط    | يوسف الثنيان      |
| 19    | السعودية | مهاجم  | هذال الدوسري      |

| الرقم | البلد    | المركز | اللاعب           |
| ----- | -------- | ------ | ---------------- |
| 19    | السعودية | حارس   | صالح السلومي     |
| -     | السعودية | حارس   | عبدالرحمن العويس |
| -     | السعودية | مدافع  | سلطان المهنا     |
| 16    | السعودية | وسط    | منصور الأحمد     |
| 14    | السعودية | وسط    | مشاري العويران   |
| 13    | السعودية | وسط    | فهد العشيوي      |
| 18    | السعودية | وسط    | سعود الحماد      |
| 11    | السعودية | مهاجم  | سعد مبارك        |

### الدوري السعودي الممتاز

#### جدول الدوري
| الترتيب | النادي  | لعب | النقاط |
| ------- | ------- | --- | ------ |
| 1       | الاتفاق | 22  | 34     |
| 2       | الهلال  | 22  | 31     |

#### مباريات الدوري
فوز
  تعادل
  خسارة
| 1             | الهلال | 6 - 0    | الرائد | الرياض                          |
| (ت ع م+03:00) |        | [Report] |        | الملعب: ملعب الأمير فيصل بن فهد |

| 7             | النصر       | 1 – 0 | الهلال | الرياض                                                 |
| (ت ع م+03:00) | الجمعان 51' |       |        | الملعب: ملعب الأمير فيصل بن فهد الحكم: عبد الله الناصر |

| 10 20 ديسمبر 1986 | الاتحاد | 1 - 1    | الهلال | جدة               |
| (ت ع م+03:00)     |         | [Report] |        | الحكم: عمر المهنا |

| 21 06 فبراير 1987 | الهلال | 5 - 2    | الاتحاد | الرياض                          |
| (ت ع م+03:00)     |        | [Report] |         | الملعب: ملعب الأمير فيصل بن فهد |

| 27 فبراير 1987 | الهلال | ضدّ | النصر | ملعب الأمير فيصل بن فهد |
|                |        |    |       |                         |

| 1987 | الهلال | ضدّ | الوحدة | ملعب الأمير فيصل بن فهد |
|      |        |    |        |                         |

### كأس الأتحاد السعودي

#### دور المجموعات
| الفريق | لعب | فوز | تعادل | خسارة | له | عليه | ف.أ | النقاط |
| ------ | --- | --- | ----- | ----- | -- | ---- | --- | ------ |
| الهلال | 4   | 2   | 1     | 1     | 3  | 2    | +1  | 5      |

| ذهاب 07 سبتمبر 1986 | الهلال | 0 - 0 | النصر | الرياض                          |
| (ت ع م+03:00)       |        |       |       | الملعب: ملعب الأمير فيصل بن فهد |

| ذهاب 11 سبتمبر 1986 | الشباب | 1 - 0 | الهلال | الرياض                          |
| (ت ع م+03:00)       |        |       |        | الملعب: ملعب الأمير فيصل بن فهد |

| إياب 21 سبتمبر 1986 | النصر | 0 - 1 | الهلال         | الرياض                          |
| (ت ع م+03:00)       |       |       | مشاري العويران | الملعب: ملعب الأمير فيصل بن فهد |

| إياب 25 سبتمبر 1986 | الهلال | 2 - 1 | الشباب                            | الرياض                          |
| (ت ع م+03:00)       |        |       | عبدالرحمن اليوسف · مشاري العويران | الملعب: ملعب الأمير فيصل بن فهد |

#### الدور نصف النهائي
| نصف نهائي 02 سبتمبر 1986 | الطائي | 2 - 1 | الهلال | حائل                                    |
| (ت ع م+03:00)            |        |       |        | الملعب: ملعب الأمير عبد العزيز بن مساعد |

#### النهائي
| نهائي 09 سبتمبر 1986 | الاتفاق | 0 - 2 | الهلال                      | الخبر                                               |
| (ت ع م+03:00)        |         |       | 34' الدوسري · 87'، 73' جازع | الملعب: ملعب الأمير سعود بن جلوي الحكم: محمد الشريف |

### كأس جلالة الملك المعظم
| دور 16 مارس 1987 | الهلال         | 2 - 1    | الكوكب | الرياض                          |
| (ت ع م+03:00)    | العبيد · منصور | [Report] |        | الملعب: ملعب الأمير فيصل بن فهد |

| نهائي 13 مارس 1987  | النصر                | 1 – 0    | الهلال     | الرياض |
| 20:30 (ت ع م+03:00) | ماجد 3' · الطرير 65' | [Report] | 88' البيشي | الملعب: ملعب الأمير فيصل بن فهد الحكم: عمر المهنا الحكام المساعدين: زيد المهنا Assistant referees: محمد السماحي الحكم الرابع: إبراهيم الدهمش |

### إنجازات شخصية
- صالح النعيمة , أفضل لاعب في البطولة الأندية الخليجية الرابعة 1986